# Marco Gaiser
Marco Gaiser (* 11. Januar 1993 in Tübingen) ist ein deutscher Fußballspieler.

## Karriere
Gaiser begann als Jugendlicher mit dem Fußballspielen beim TB Kirchentellinsfurt, über diverse Jugendmannschaften des SSV Reutlingen 05 und des VfB Stuttgart kam er schließlich zu den A-Junioren der Stuttgarter Kickers, wo er allerdings nicht einen einzigen Einsatz verzeichnen konnte. Jedoch erhielt Gaiser 2012 einen Vertrag für die zweite Mannschaft der Blauen. Ab der Saison 2013/14 stand der Mittelfeldspieler im Kader der ersten Mannschaft und gab sein Profidebüt am 26. Juli 2014, als er bei der 1:2-Niederlage gegen den SV Wehen Wiesbaden eingewechselt wurde.
Im Januar 2016 wurde Gaiser bis Saisonende an den Regionalligisten FC 08 Homburg verliehen. Im Sommer wechselte er endgültig nach Homburg.